# Oltra Mar

Oltra Mar est une œuvre musicale orchestrale et vocale composée par la compositrice finlandaise Kaija Saariaho en 1999.

## L'œuvre

### Description
L'ouvrage, commandé par l'Orchestre philharmonique de New York et la Finnish Broadcasting Company, dure environ vingt-deux minutes et est composé pour orchestre et chœur. Sous-titré Sept préludes au nouveau millénaire, l'ouvrage est distribué en sept tableaux. Le livret des chants, en français, est un montage de différents textes du poète arabe Abou Saîd, de chants traditionnels pygmée et d'extraits de textes d'Amin Maalouf.

### Thème
Selon Risto Neiminen, Oltra Mar constituerait une étude en vue de l'écriture de l'opéra de Kaija Saariaho en 2000, L'Amour de loin,. En effet, la compositrice précise que les thèmes qu'elle y développe sont connectés à ceux de son prochain opéra. Selon elle, le propos de l'œuvre concerne le voyage, la mer de l'origine de la vie.

### Création
Oltra Mar est créé le 11 novembre 1999 à New York par l'Orchestre philharmonique de New York conduit par Kurt Masur.

## Orchestre et voix
L'ouvrage est écrit pour les voix et instruments suivants :
- un chœur mixte ;
- 4 flûtes, 4 hautbois, 4 clarinettes, 4 bassons, 4 cors, 4 trompettes, 4 trombones, un tuba, 3 percussionnistes, une timbale, une harpe, un piano et des cordes.

## Réception
Elle gagne le Lion d'Or décerné par la Biennale musicale de Venise, lors du concert du 17 septembre 2021 au Théâtre de la Fenice, au cours de la 65e édition du Festival, dans une première création italienne. Oltra mar étant considéré par la directrice artistique de l'événement Lucia Ronchetti comme un chef-d'œuvre de musique contemporaine.

## Tableaux
1. Départ
2. Amour
3. Vagues
4. Temps
5. Souvenir de vagues
6. Mort (en mémoire de Gérard Grisey)
7. Arrivée

## Enregistrements et concert

### Enregistrements
- « Oltra mar », sur Kaija Saariaho, Cinq reflets de L’Amour de loin Nymphea Reflection Oltra mar, Ondine, 2004, ODE 1049-2, 1 CD. Avec dir. Jukka-Pekka Saraste, Pia Freund, Gabriel Suovanen, Tapiola Chamber Choir, Finnish Radio Symphony Orchestra.
- « Oltra mar ; Seven Preludes for the New Millenium», sur Kaija Saariaho: Works for Orchestra, Ondine, 2012, ODE 11132Q, 4 CD[8]. Avec dir. Christoph Eschenbach, Avanti! Chamber Orchestra.

### Concerts
- Donné en concert lors du Kaiku festival de la BBC Symphony Orchestra en 2004, dans une première britannique[9].
- En 2016, mis en scène et danse par Luca Veggetti, au Swedish Cottage, Marionette Theatre à Philadelphie[10].
- En concert le 17 septembre 2021 au Théâtre de la Fenice lors de la 65e édition de la Biennale musicale de Venise, dans une première création italienne.
- Concert lors du Brighton Festival, A Sea Symphony, en mai 2022, dirigé par Ilan Volkov avec Gweneth-Ann Rand et Duncan Rock[11].